# Benin
Benin (uitspraak: [beˈnin]), officieel de Republiek Benin (Frans: République du Bénin), is een land in Afrika met een oppervlakte van 114.763 km² en een bevolkingsaantal van ongeveer 12,8 miljoen inwoners (2020). De officiële hoofdstad is Porto-Novo, maar de economische hoofdstad en tevens grootste stad van Benin is Cotonou. Benin grenst in het westen aan Togo, in het noordwesten aan Burkina Faso, in het noordoosten aan de Republiek Niger en in het oosten aan Nigeria. Benin strekt zich uit van de rivier de Niger in het noorden tot de Baai van Benin, onderdeel van de Golf van Guinee, in het zuiden. Tot 1975 was het land bekend onder de naam Dahomey. De Republiek Dahomey werd op 1 augustus 1960 onafhankelijk van Frankrijk.

## Geschiedenis
Benin is ontstaan uit het Koninkrijk Dahomey. In de 17e eeuw besloeg dit rijk een aanzienlijk deel van West-Afrika, en was een welvarend koninkrijk dat slaven verhandelde aan de Europeanen, vooral Portugezen en Nederlanders. De kust van het koninkrijk raakte dan ook bekend als de "Slavenkust". Een oud Portugees fort, São João Baptista de Ajudá, tegenwoordig museum in de kustplaats Ouidah, herinnert nog aan de slavenhandel. Halverwege de 19e eeuw vestigden veel Braziliaanse ex-slaven (Aguda) zich in steden als Ouidah en Porto-Novo waar zij zich richtten op de handel. Cultureel hebben zij veel invloed gehad op de plaatselijke bevolking, voornamelijk op de Yoruba.
Vanaf de 18e eeuw viel het koninkrijk uiteen en in 1892 slaagden de Fransen erin om een groot deel van het gebied onder hun controle te krijgen. In 1899 werd het land opgenomen in Frans-West-Afrika. In 1958 verkreeg het land autonomie als de Republiek Dahomey, en op 1 augustus 1960 werd het land volledig onafhankelijk.

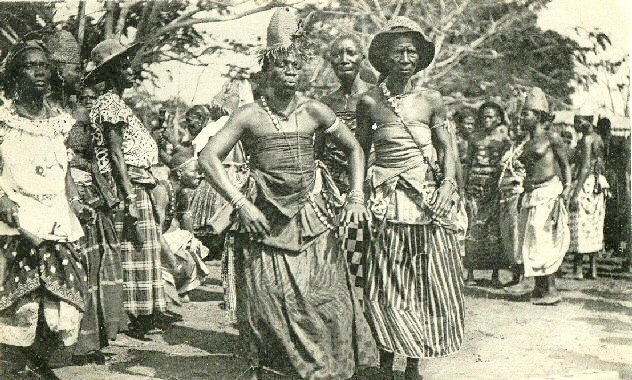
Fetisjdanseressen te Abomey, 1908

De volgende twaalf jaar zou het land geplaagd worden door etnische conflicten. Er vonden verschillende staatsgrepen en regeringswissels plaats.
Het politieke toneel werd gedomineerd door Sourou Apithy, Hubert Maga en Justin Ahomadegbé, die elk een verschillend deel van het land vertegenwoordigden. Deze drie figuren sloten een overeenkomst na de door geweld ontsierde verkiezingen van 1970 om een presidentiële raad te vormen. In 1972 werd deze presidentiële raad omver geworpen door een militaire staatsgreep onder leiding van Mathieu Kérékou. Hij voerde een marxistisch bewind en doopte het land om tot de Volksrepubliek Benin in 1975.
Eind jaren tachtig verliet Kérékou de marxistische ideologie na een economische crisis. Hij besloot opnieuw een democratie tot stand te brengen. In 1991 verloor hij de presidentsverkiezingen en werd zo de eerste zwart-Afrikaanse president die ontslag nam na verkiezingen. Hij werd opgevolgd door Nicéphore Soglo. Bij de presidentsverkiezingen in 1996 werd Soglo verslagen door Kérékou en deze keerde terug als president. Bij de presidentverkiezingen van 2006 stelde Kérékou zich niet verkiesbaar. Hij werd opgevolgd door Yayi Boni.

## Geografie

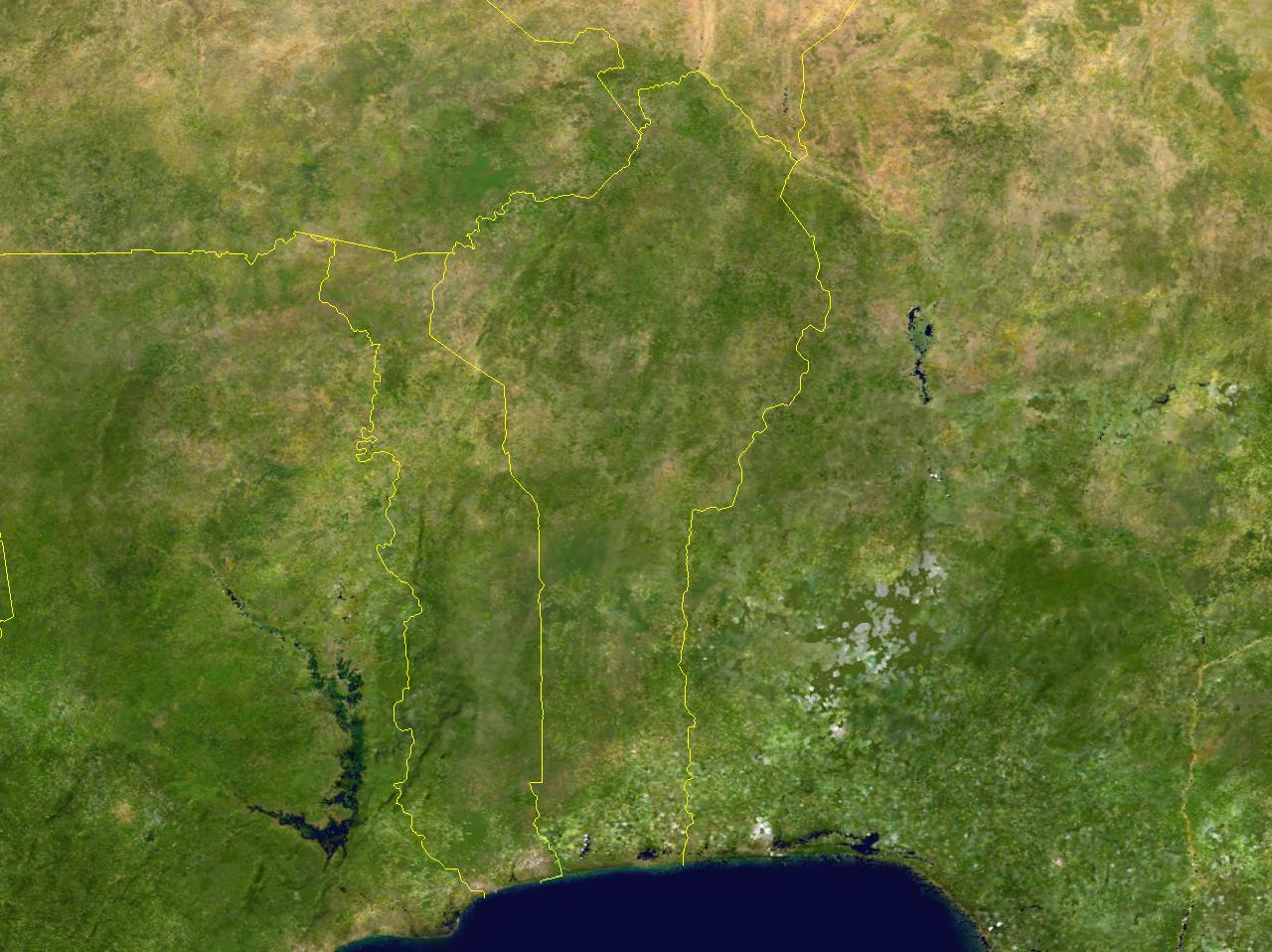
Satellietfoto van Benin

Door het land stromen verschillende rivieren zoals de Kouffou en de Mono, de Zou die door Porto-Novo stroomt, de Okpara die een deel van de grens met Nigeria vormt en de Niger die de grens met de republiek Niger vormt.
In het noordwesten van het land bevindt zich de Atacora-bergketen.
Het land heeft verschillende nationale parken: Pendjari in het noordwesten van het land aan de grens met Burkina Faso en het Nationaal park W in het noordoosten aan de grens met Niger.

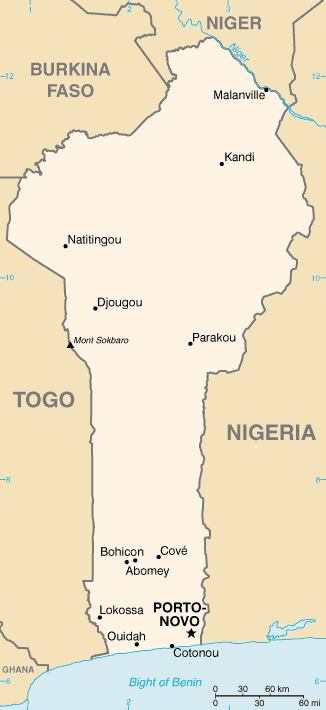
Kaart van Benin

### Steden
De meeste inwoners van Benin wonen op de zuidelijke kustvlakten waar zich dan ook de grootste steden bevinden, zoals Porto-Novo en Cotonou. Cotonou is de grootste stad van het land met 665.000 inwoners; hier bevindt zich ook de enige internationale luchthaven van het land. Cotonou is tevens de enige stad die aan de kust gelegen is.
De officiële hoofdstad, Porto-Novo, is met 225.000 inwoners de tweede stad van het land. Grootste stad van het noorden, derde stad van het land, is Parakou (150.000) (inwoneraantallen van volkstelling 2002).
De tien grootste steden van Benin zijn volgens de laatste volkstelling van 2002:
| Plaats        | Inwoners |
| ------------- | -------- |
| Cotonou       | 665.100  |
| Porto-Novo    | 223.552  |
| Godomey       | 153.447  |
| Parakou       | 149.819  |
| Bohicon       | 65.974   |
| Djougou       | 63.626   |
| Abomey-Calavi | 61.450   |
| Abomey        | 59.672   |
| Nikki         | 45.571   |
| Natitingou    | 40.443   |

## Bestuurlijke indeling
Benin is verdeeld in 12 departementen, die weer verder zijn onderverdeeld in 77 communes. De communes zijn op hun beurt verder verdeeld in arrondissementen en deze verder in dorpen en steden.

## Bevolking

### Bevolkingsontwikkeling
Volgens een schatting uit 2013 telt Benin ruim 10 miljoen inwoners, hetgeen een verdrievoudiging is vergeleken met de volkstelling van 1979.
| Jaar | Bevolking  | Bevolkingsdichtheid | Urbanisatiegraad |
| ---- | ---------- | ------------------- | ---------------- |
| 1979 | 3.331.210  | 29                  | 27%              |
| 1992 | 4.915.555  | 43                  | 36%              |
| 2002 | 6.769.914  | 59                  | 39%              |
| 2013 | 10.008.749 | 87                  | 45%              |

Het vruchtbaarheidscijfer bedraagt gemiddeld 4,8 kinderen per vrouw en is daarmee een van de hoogste ter wereld. Vrouwen op het platteland krijgen met 5,4 kinderen per vrouw over het algemeen meer kinderen vergeleken met vrouwen in steden (4,1 kinderen per vrouw).

### Etnische groepen
In Benin leven ongeveer veertig verschillende etnische groepen. 49% van de bevolking bestaat uit Fon, dat daarmee de grootste etnische groep is. Andere etnische groepen zijn onder andere de Adja, de Yoruba (zie ook Aguda), de Ottamari (of Somba) en de Bariba.

### Taal
De meeste van deze groepen hebben hun eigen taal. Toch is Frans, dat vooral in de grote steden wordt gesproken, de officiële taal. Naast het Frans zijn het Fon en het Yoruba de meest voorkomende talen.

### Godsdienst
Het christendom vormt met 42,8% de grootste religie in Benin. Daarvan is het grootste deel (27,1% van de bevolking) katholiek. 24,4% van de bevolking is moslim. Het land is sinds de oprichting in 1969 lid van de Organisatie voor Islamitische Samenwerking. In het zuiden zijn er veel aanhangers van voodoo (17,3% van de bevolking). Volgens het Beninconsulaat in Nederland is dit: etnische religies 65%, rooms-katholicisme 18%, islam 15%.
De lokale gebruiken en tradities zijn vaak verweven met het christendom of de islam. De python wordt er als een heilig dier beschouwd, waaraan ettelijke tempels gewijd zijn. De slang aanraken zou geluk brengen. De bekendste pythontempel staat in de plaats Ouidah, ter ere van de slangengod Dangbé.

## Economie

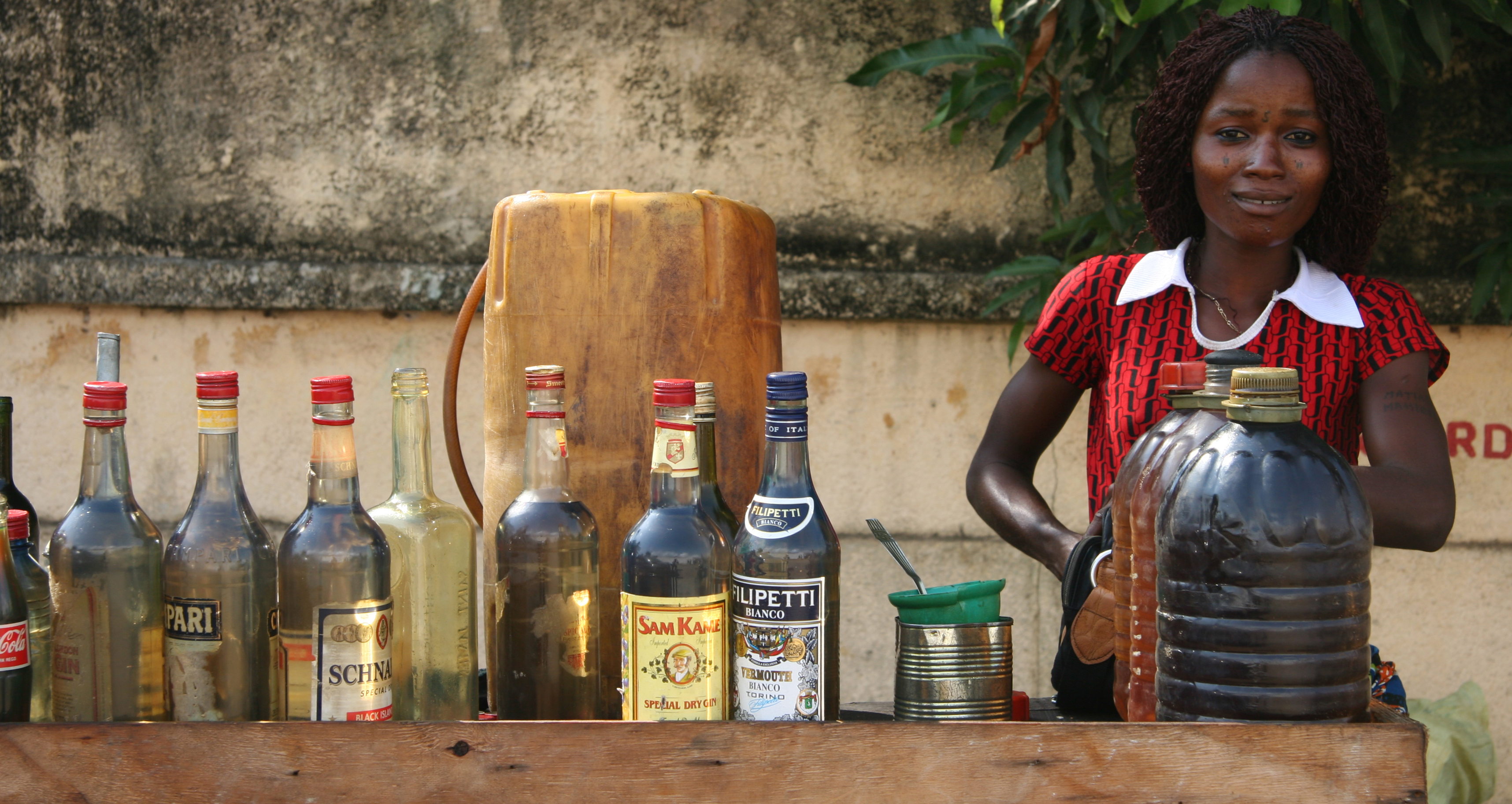
Verkoop van benzine in Cotonou

De economie van Benin is onderontwikkeld en drijft vooral op landbouw, de productie van katoen en regionale handel. De regionale handel is zeer omvangrijk maar omdat die handel, vooral die met buurland Nigeria, voor een groot deel langs informele kanalen loopt, bestaan daarover geen betrouwbare cijfers. Ten gevolge hiervan blijft een groot deel van de Beninese handel buiten de officiële statistieken.
De productie in het land stijgt gemiddeld met 5 procent, maar de bevolking van het land groeit sneller dan de productie zodat de productie niet in staat is de bevolking op te vangen. De inflatie is de laatste jaren afgenomen. Om de economie verder te versterken zoekt Benin buitenlandse investeerders en probeert het land het toerisme aan te zwengelen. Er wordt ook geïnvesteerd in nieuwe voedselverwerkende technieken en landbouwproducten. Hoewel aanvankelijk twijfelend voert de regering een politiek van privatisering uit.

### Armoede
Volgens het Ontwikkelingsprogramma van de Verenigde Naties leeft in Benin 39,0% van de bevolking onder de armoedegrens.

## Politiek
Het parlement van Benin wordt gevormd door de 83 zetels tellende Assemblée Nationale (Nationale Vergadering). Elke vier jaar worden er parlementsverkiezingen uitgeschreven. De president is zowel staatshoofd als regeringsleider en wordt om de vijf jaar verkozen. Volgens de grondwet van 1990 mag de president maximaal twee termijnen van vijf jaar in het ambt blijven. De huidige president is Patrice Talon.